# Votations fédérales de 2007 en Suisse
Deux votations fédérales ont été organisées en 2007 en Suisse  les 11 mars et 17 juin.

## Mois de mars
Le 11 mars 2007, un objet est soumis à la votation.
1. L’initiative populaire du 9 décembre 2004 « Pour une caisse maladie unique et sociale ».
  - Le projet demande qu’une seule caisse-maladie pratique l’assurance de base. Elle demande aussi que les primes de l’assurance de base soient fixées en fonction de la capacité économique des assurés. Le Conseil fédéral et le Parlement recommande son rejet.

### Résultat
| Question      | Pour    | Pour | Contre    | Contre | Blancs | Nuls  | Total     | Inscrits  | Partici- pation | Cantons pour | Cantons pour | Cantons contre | Cantons contre |
| Question      | Votes   | %    | Votes     | %      | Blancs | Nuls  | Total     | Inscrits  | Partici- pation | Entiers      | Demi         | Entiers        | Demi           |
| ------------- | ------- | ---- | --------- | ------ | ------ | ----- | --------- | --------- | --------------- | ------------ | ------------ | -------------- | -------------- |
| Caisse unique | 641 917 | 28,8 | 1 590 213 | 71,2   | 16 993 | 8 780 | 2 257 903 | 4 914 140 | 45,95           | 2            | 0            | 18             | 6              |

## Mois de juin
Le 17 juin 2007, un objet est soumis à la votation.
1. Le référendum facultatif sur la modification du 6.10.2006 de la loi fédérale sur l'assurance-invalidité (LAI).
  - La 5e révision de l’AI poursuit deux buts principaux: maintenir davantage de personnes handicapées dans la vie active et réduire les dépenses de l’AI. En outre, la réadaptation à la vie professionnelle et l’application de mesures d’économies ciblées permettront de stabiliser le déficit de l’assurance invalidité, qui dépasse de loin le milliard de francs. Un comité référendaire, voyant dans les restrictions adoptées un démantèlement social, recueille les 50'000 signatures requises pour que l'objet passe en votation. Le Conseil fédéral et le Parlement recommande d'accepter l'objet.

### Résultat
| Question               | Pour      | Pour | Contre  | Contre | Blancs | Nuls  | Total     | Inscrits  | Partici- pation |
| Question               | Votes     | %    | Votes   | %      | Blancs | Nuls  | Total     | Inscrits  | Partici- pation |
| ---------------------- | --------- | ---- | ------- | ------ | ------ | ----- | --------- | --------- | --------------- |
| Modification de la LAI | 1 039 282 | 59,1 | 719 628 | 40,9   | 19 618 | 5 970 | 1 784 498 | 4 929 272 | 36,20           |